# Peugeot 106
O Peugeot 106 é um automóvel fabricado pela marca francesa Peugeot entre 1991 e 2003. Lançado em setembro  de 1991, ele foi o modelo posicionado no segmento de entrada da Peugeot durante todo seu tempo de produção. Foi inicialmente vendido apenas na versão Hatch 3 Portas, e apenas no inicio de 1992 a versão Hatch 5 Portas foi disponibilizada.
No primeiro ano de produção, os motores 1.0 e 1.1 usavam carburadores, mas logo o carburador foi substituído por um sistema de injeção eletrônica no final de 1992, essa substituição foi causada pelos resultados de emissão de poluentes da CEE que estavam acima do limite.

## Fase I

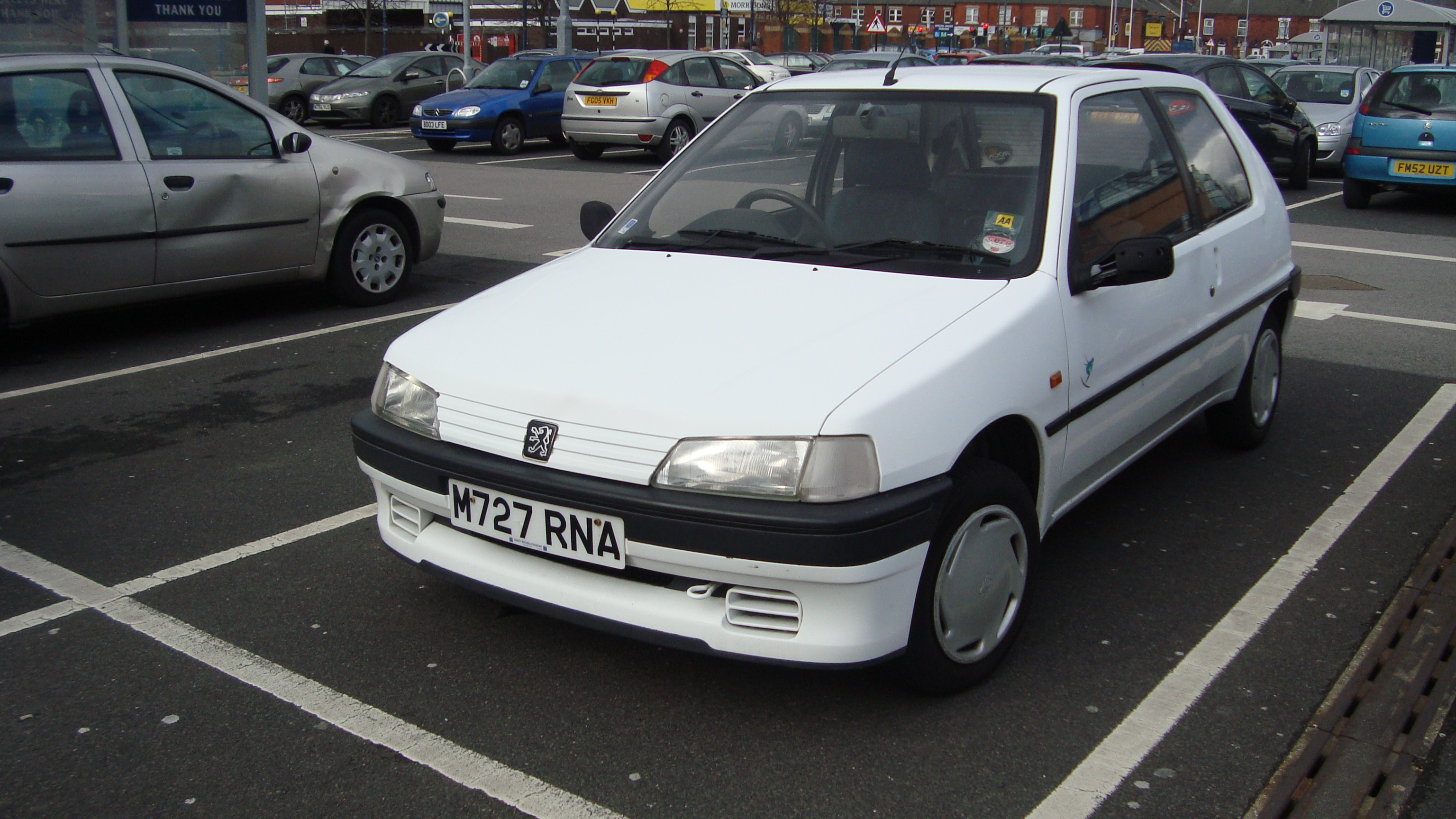
Peugeot 106 Ski 1.5 Diesel 1995

O Peugeot 106 foi apresentado em 12 de Setembro de 1991 como o carro do segmento de entrada da marca francesa, ficando posicionado no segmento abaixo do Peugeot 205, dois anos depois a Peugeot mostrou as primeiras imagens do seu novo subcompacto.
Ele foi apontado como concorrente direto para o Renault Clio, que tinha ido para a linha de produção um ano antes, e também como uma alternativa mais moderna para o ligeiramente maior 205 que tinha sido um enorme sucesso para a Peugeot e ainda estava provando ser popular quase uma década após o seu lançamento. Como o AX e o 205, o carro tinha suspensão independente tipo MacPherson na parte da frente, e barras de torção transversais compactas na parte traseira. Elogiado por seu estilo moderno e atraente, suspensão confortável, excelente dirigibilidade um ótima relação de custo-benefício, o 106 tornou-se rapidamente popular. Indo contra a apelação espaço interior limitado e o excesso de plástico usado no interior. A vendas United Kingdom começaram em Novembro de 1991, inicialmente apenas com o modelo de 3 portas, porém logo a versão de 5 portas foi adicionada no inicio de 1992.

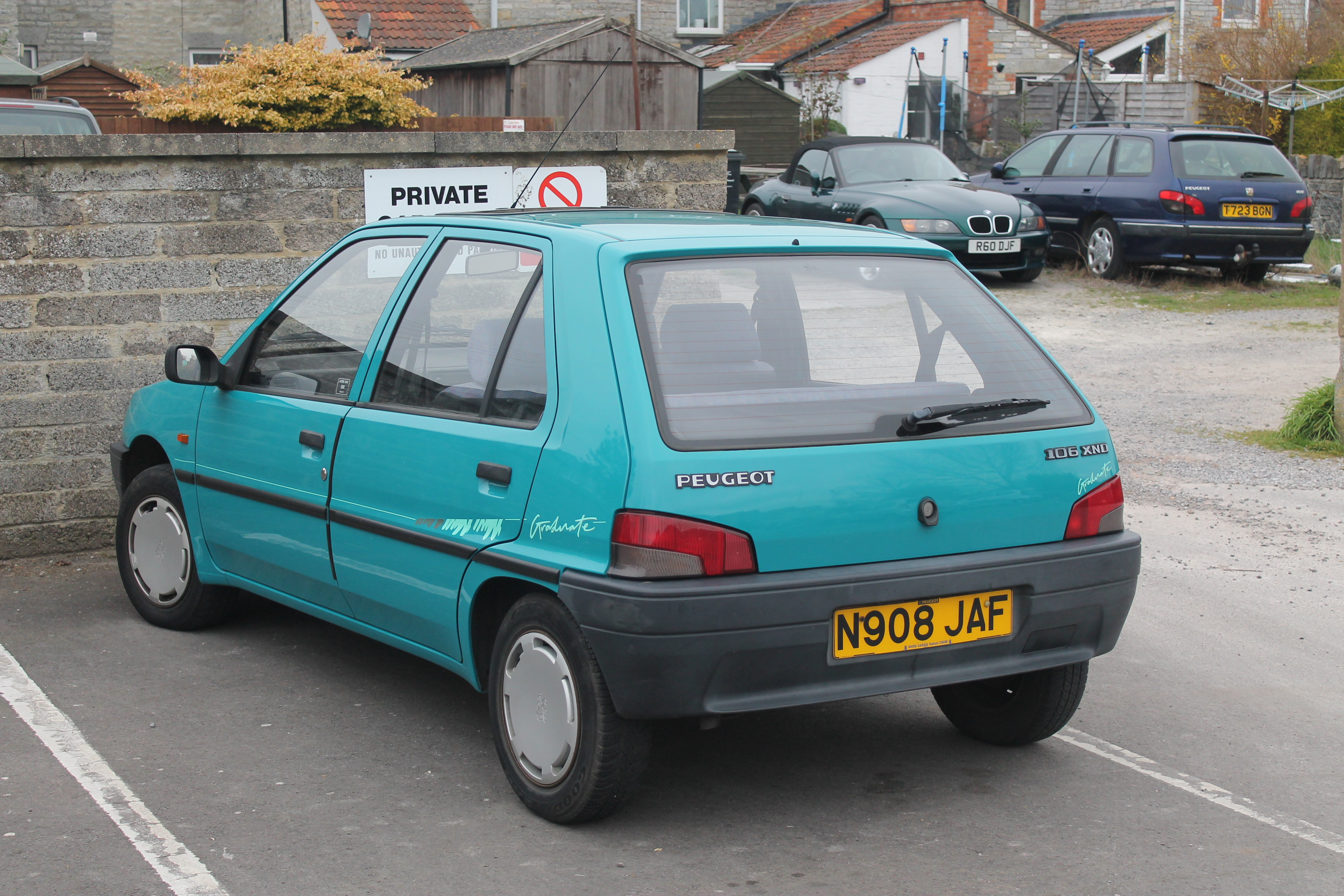
Peugeot 106 Graduate Diesel 1995

Os níveis da equipamentos eram básicos XN, XR mid-range, top-spec XT, e o modelo XSi esportivo. Além disso, a partir de 1994, houve um modelo "Rallye" oferecido. Este era diferente do modelo XSi com a série de motor TU2 de injeção a gasolina 1,3 litros 100 cv (74 kW), e só estava disponível nas cores vermelho, branco ou preto. Esta versão retirados foi projetado para o piloto desportivo, e teve pouco em termos de conforto, como vidros elétricos ou direção hidráulica assistida. Em Portugal, houve uma edição especial de 50 unidades do Rallye, chamado de R2, que utilizava amplamente materiais de competição da divisão de corrida Peugeot-Talbot, que foi ainda mais longe com a natureza extrema do Rallye, com alterações na suspensão, freios, rodas de 14 polegadas speedline mistral, cintos de segurança de corrida sabelt e remapeamento do injeção e otimização do sistema de exaustão, para produzir 106 cv (78 kW).

## Fase II

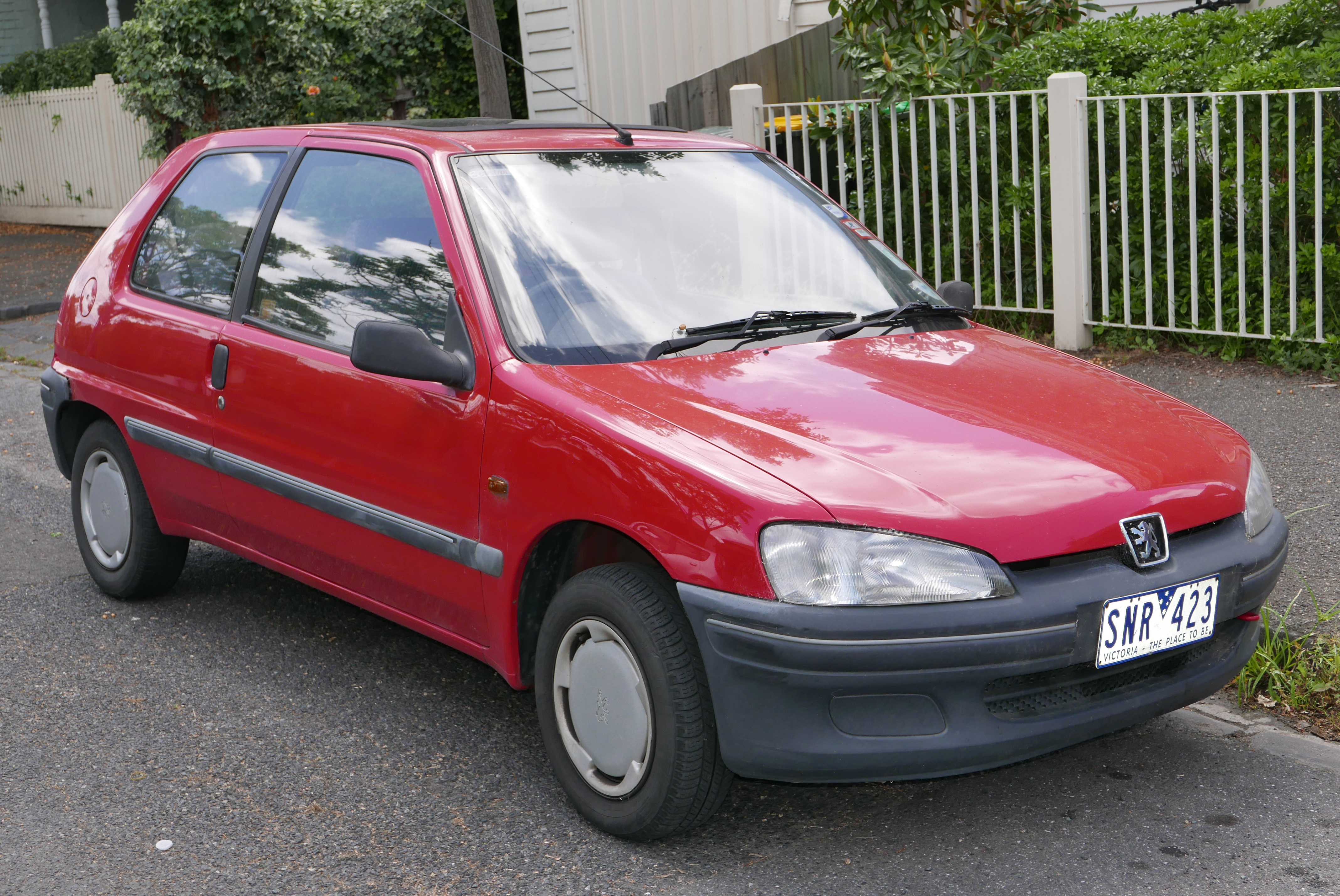
Peugeot 106 1.1 3 portas 1997

Em janeiro de 1996, o Peugeot 106 passou por um facelift e ficou idêntico ao Citroën Saxo. Nesse período todos os motores passaram a usar injeção eletrônica e o nível de equipamentos aumentou também. O carburadores foram substituídos por um sistema de injeção eletrônica para reduzir os níveis de emissões de poluentes, que estava acima do permitido pela União Europeia. A versão XSI foi substituída pela GTi que vinha equipada com um motor 1.6 16v.
A partir de 1996, o níveis de equipamentos eram XN, XL, XR, XT, XS and GTi. Em Outubro de 1998, o Peugeot 106 teve um corte de custo e suas versões foram reduzidas começando  1.1i (Independence, XN, XL, XT Look ou Zest 1/2/3), 1.4i (XR, Roland Garros ou Quiksilver), 1.6 8v (XS ou Rallye) e 1.5 L diesel (XND) e 1.6 16v (GTi/S16).
Em Julho de 2003, o último Peugeot 106 saiu da linha de produção. Ele foi substituído pelo 107, que foi disponibilizado para vendas em  Junho de 2005. O Peugeot 106 foi um dos carros que ficaram mais tempo em produção na Europa, porém ele continua vendendo muito bem no mercado de usados, especialmente no mercado interno francês.

## Motorização
| Modelo    | Cilindrada | Potência (cv | Observação |
| --------- | ---------- | ------------ | --- |
| XN        | 954        | 45 ou 50     | |
| XND       |            |              | |
| XR        | 1124       | 60           | |
| XRD       |            |              | |
| XT        |            |              | Extras: Teto de abrir, jantes especiais, ar condicionado |
| XS        | 1360       | 75           | |
| XSI S1    | 1294       | 101          | 1294cc Apenas em Portugal 1995-1996. Até 1995 vinha equipado com motor multi-ponto 1360cc de 95cv Extras: Tecto de abrir, jantes especiais, vidros eléctricos, espelhos eléctricos, estofos em pele e alcântara |
| XSI S2    | 1587       | 103          | 8v 1996-2003. Extras: Jantes especiais, vidros eléctricos, espelhos eléctricos, estofos em pele e Alcântara |
| Rallye S1 | 1294       | 101          | Extras: Teto de abrir, vidros elétricos, fecho central e isqueiro. Devido aos elevados pedidos dos clientes para a pequenas comodidades, passou a obter estes extras como escolha.                              |
| GTI       | 1587       | 120          | 16v 1996-2003. Extras: Jantes especiais, vidros eléctricos, espelhos eléctricos, estofos em pele e Alcântara, ar condicionado                                                                                   |
| Rallye S2 | 1587       | 103          | 8v |